# Пуцонци
Пуцонци (словен. Puconci) је насеље и управно средиште истоимене општине Пуцонци, која припада Помурској регији у Републици Словенији.
По попису становништва из 2011. године, насеље Пуцонци имало је 638 становника.